# Ryan Casciaro
Ryan Casciaro (sinh ngày 11 tháng 5 năm 1984) là một cựu cầu thủ bóng đá Gibraltar từng thi đấu ở vị trí hậu vệ. 

## Sự nghiệp thi đấu
Sau khi dành phần lớn sự nghiệp tại Lincoln Red Imps, anh ta gia nhập St Joseph's vào ngày 5 tháng 8 năm 2018, rồi anh ta chuyển đến Manchester 62 vào ngày 4 tháng 2 năm 2021.

## Sự nghiệp thi đấu quốc tế
Casciaro ra mắt quốc tế cho Gibraltar vào ngày 19 tháng 11 năm 2013 trong trận hòa 0-0 trước Slovakia. Đây là trận đấu chính thức đầu tiên của Gibraltar sau khi được kết nạp làm thành viên của UEFA.

### Thống kê sự nghiệp quốc tế
| 2013      | 1  | 0 |
| 2014      | 8  | 0 |
| 2015      | 5  | 0 |
| 2016      | 7  | 0 |
| 2017      | 2  | 0 |
| 2018      | 1  | 0 |
| Tổng cộng | 24 | 0 |

## Đời tư
Casciaro là một cảnh sát cho Cảnh sát Quốc phòng Gibraltar. Những người anh em Kyle và Lee cũng thi đấu cho Gibraltar.